# Nations Cup 2015
La Nations Cup del 2015 fue la décima edición del torneo de selecciones masculinas de rugby que organiza la World Rugby en Bucarest (Rumania). Se disputó del 12 al 21 de junio en el Estadio nacional de rugby Arcul de Triumf.

## Equipos participantes
- Selección de rugby de España (XV del León)
- Selección de rugby de Argentina A (Argentina XV)
- Selección de rugby de Namibia (Welwitschias)
- Selección de rugby de Rumania (Los Robles)

## Posiciones
| Pos. | Equipo       | Encuentros | Encuentros | Encuentros | Encuentros | Tantos  | Tantos    | Tantos     | Puntos Bonus | Puntos Totales |
| Pos. | Equipo       | jugados    | ganados    | empatados  | perdidos   | a favor | en contra | diferencia | Puntos Bonus | Puntos Totales |
| ---- | ------------ | ---------- | ---------- | ---------- | ---------- | ------- | --------- | ---------- | ------------ | -------------- |
| 1    | Rumania      | 3          | 3          | 0          | 0          | 101     | 12        | + 89       | 1            | 13             |
| 2    | Argentina XV | 3          | 2          | 0          | 1          | 45      | 39        | + 6        | 1            | 9              |
| 3    | España       | 3          | 1          | 0          | 2          | 35      | 53        | - 18       | 0            | 4              |
| 4    | Namibia      | 3          | 0          | 0          | 3          | 16      | 93        | - 77       | 0            | 0              |

Nota: Se otorgan 4 puntos al equipo que gane un partido y 2 al que empate
Puntos Bonus: 1 punto por convertir 4 tries o más en un partido y 1 al equipo que pierda por no más de 7 tantos de diferencia

## Resultados[1]

### Primera fecha
| 12 de junio | Namibia | 10 - 30 | Argentina XV |  |  |
|             |         | Reporte |              |  |  |

| 12 de junio | Rumania | 35 - 9  | España |  |  |
|             |         | Reporte |        |  |  |

### Segunda fecha
| 17 de junio | Argentina XV | 15 - 6  | España |  |  |
|             |              | Reporte |        |  |  |

| 17 de junio | Rumania | 43 - 3  | Namibia |  |  |
|             |         | Reporte |         |  |  |

### Tercera fecha
| 21 de junio 17:00 | España | 20 - 3  | Namibia |  |  |
|                   |        | Reporte |         |  |  |

| 21 de junio 20:00 | Rumania | 23 - 0  | Argentina XV |  |  |
|                   |         | Reporte |              |  |  |

| Bandera de Rumania |
| Campeón Rumania    |
| Tercer título      |